# ID Xtra
Az ID Xtra egy magyar televíziós csatorna volt, ami elsősorban a női nézőket célozta meg. Magyar csatornahangja Makay Andrea volt.

## A csatorna
A január végén megtartott moszkvai CSTB kiállításon a Discovery Networks CEEMEA bejelentette a csatorna pontos indulási dátumát, így 2014. április 1.-én indult el.
Amióta 2012-ben Amerikában az új koncepcióra felépülő csatorna elindult, azóta a 25-54 éves női nézőközönség körében a nézettség rövid idő alatt az ötvenedik helyről a hetedikre lépett előre, és így az összes kábeles vagy broadcast csatorna közül a leghosszabb átlagos nézettségi idővel rendelkezik. A Discovery tavaly Angliában is elindította hasonló felépítésű csatornáját, mely az átlagos képernyő előtt töltött idő (ATS) tekintetében ebben az országban és világszerte is a többi csatorna előtt jár. Lengyelországban is nagy sikerrel indult a csatorna: 2016 szeptembere óta 338%-os növekedést ért el. Ezzel az első helyre került a rejtély és suspense kategóriában, és a második leggyorsabban növekvő csatornává vált Lengyelországban a 16-49 éves nők körében. A nézettsége az elmúlt hat egymást követő negyedévben folyamatosan nőtt, az átlagos nézettségi ideje 51 perc – a kábeles és műholdas csatornák között ez az egyik leghosszabb idő. Az ID Investigation Discovery csatorna 2016-ban szűnt meg, miután a legtöbb szolgáltató lecserélte a csatornát az ID Xtra-ra.
A csatorna 2017. október 31-től megszűnt Magyarországon. Helyén az ID Investigation Discovery újraindult, amelynek neve 2020-ban ID-re egyszerűsödött.

## Műsorai
Az ID Xtra rejtélyes, borzongató és izgalmas történeteivel elsősorban a női nézőket célozza meg. Egyedülálló történetmeséléssel, friss és stílusos módon mutatja be a valós életből vett rejtélyeket, torokszorító izgalmakat és a rossz útra tért hétköznapi emberek drámáit.